# سو هايوود
سو هايوود (بالإنجليزية: Sue Haywood)‏ هي دراجة أمريكية، ولدت في 9 أكتوبر 1971.